# SK엠앤서비스
에스케이엠앤서비스 주식회사(영어: SK m&service Co., Ltd.)는 대기업, 중소기업, 소상공인, 공공 대상의 종합 복지서비스 전문기업이다.
2000년 2월 SK㈜의 지분 출자로 아이윙즈를 설립했다. 2004년 오케이캐시백서비스 주식회사로 사명을 변경했고, 2010년 3월 크로스엠인사이트㈜와 합병하면서 엠앤서비스 주식회사로 사명을 변경했다.
2013년 2월 SK마케팅앤컴퍼니 상품추천서비스(보험대리점 사업) 부문과 분할 합병했다.
2017년 1월 사명을 SK엠앤서비스 주식회사로 변경하였고, 2017년 7월 SK플래닛의 복지 플랫폼인 베네피아(Benepia) 사업을 인수했다.

## 주요 서비스
- Benepia : 정부단체, 공공기관/민간기업 대상 복지포인트 운영 (고객사 3,700곳, 110만 이용자 보유)
- Wellness : 전국 1,700여개 병원 및 80여개 검진센터 제휴 기반 검진 우대, 예방접종 서비스
- Finance : 라이프사이클 단계별 맞춤형 보험상품 추천(상해/암/실버/어린이 등) 및 상조 서비스 지원
- Learning : e러닝, 모바일러닝, 집합교육 및 HRD솔루션 등 종합 교육 서비스 제공, 콘텐츠 제작
- Refresh : 국내외 여행 서비스 전문관 및 근로자 휴가지원 사업 운영
- Social Value : 청년 구직자/재직자, 청소년, 근로자(특수고용직 등) 다양한 계층 대상의 복지 서비스 제공
- Data/Tech : Data 분석컨설팅, ICT 서비스 기획/개발/운영, 고객경험관리서비스 Infra 구축/컨설팅 등

## 수상 경력
- 2020년 12월 : 장애인고용우수사업주 선정(고용노동부)
- 2019년 12월 : 가족친화인증기업 선정(여성가족부)
- 2018년 11월 : 서울산업진흥원(SBA) 2018 서울어워드 우수판로개척상
- 2010년 3월 : 콜센터 아웃소싱 최우수기업 표창(지식경제부 장관)
- 2008년 4월 : 2008 대한민국 서비스만족 대상 수상
- 2006년 4월 : 2006 대한민국 서비스만족 대상 수상